# Akha (språk)
Akha är ett tibetoburmanskt språk som talas av akha-folket, ett minoritetsfolk som återfinns i bergstrakterna i gränsområdena mellan Kina, Burma (Myanmar), Thailand, Laos och Vietnam. Deras antal är osäkert, men har uppskattats till alltifrån 0,5 till ungefär 1,5 miljoner, varav de flesta bor i södra Kina och i Burma.
Språket saknar skrift, men har en väl utvecklad muntlig litterär tradition.
Av språken inom samma undergrupp står nog hani närmast akha. Ibland karakteriseras hani som den akha som talas i södra Kina.

## Språkstruktur
Akha delar många strukturella drag med närbesläktade språk.

### Fonologi
Akhas fonologi har samma grundläggande struktur som närbesläktade språk.
En stavelse i akha består av en enkel konsonant, följd av en vokal och eventuellt av en final nasal. Ett fåtal stavelser har en syllabisk nasal som kärna, och därmed inte någon vokal. Initialkonsonanten kan vara en glottal klusil, vilken ur fonemiskt perspektiv eventuellt kan betraktas som den fonetiska realisationen av ett tomt fonem.
Varje stavelse uttalas dessutom i en bestämd, betydelseskiljande, stavelseton, och en fonationstyp. I stavelser med klar fonation kan 3 stavelsetoner förekomma: hög, mellan och låg, medan i knarrig fonation återfinns enbart en kontrast mellan hög och låg stavelseton.
Historiskt sett så tycks stavelser med knarrig fonation ha sitt ursprung i stavelser med finala konsonanter, medan stavelsetonens höjd snarare är ett resultat av sammanfallande av initiala konsonanter.

### Syntax
Som i de flesta tibetoburmanska språk är ordningen mellan huvudkomponenterna i satsen: subjekt, objekt, verb.

### Morfologi
Akha saknar i princip morfologiska böjningsmönster, utan löser istället motsvarande morfologiska funktioner med hjälp av partiklar och till exempel hjälpverb. I synnerhet verbfrasen kan i akha bli mycket komplex. Ett fåtal partiklar har dock tonala böjningsmönster.

### Evidentialitet
Ett unikt drag för akha är att varje påstående måste åtföljas av en meningsfinal partikel, en evidentialitetspartikel, som specificerar hur talaren erhållit den information som påståendet innehåller; huruvida denne själv åsett förloppet, hört förloppet, sett spåren/resultatet av förloppet, fått förloppet berättat för sig m m. Evidentialitet återfinns inom fler språk i världen, till exempel sydamerikanska språk, men är inte något kännetecknande för språkgruppen som sådan.